# Martini Maccomo
Martini Maccomo (mort le 11 janvier 1871) est un dompteur de lions de la Grande-Bretagne victorienne.

## Biographie
La date et le lieu de naissance de Martini Maccomo est incertaine. Il est enregistré comme étant né en Angola, aux Antilles ou comme étant un marin né à Liverpool. Son acte de décès donne un âge à 35 ans tandis que sa pierre tombale au cimetière de Bishopwearmouth revendique 32 ans. Lors d'un recensement de 1861, son âge indique 25 ans et son lieu de naissance Angola. Son avis de décès dans le New York Herald, indique qu'il avait 31 ans, ce qui induit que son année de naissance entre 1835 et 1840 environ.

En février 1854, il travaille avec la ménagerie itinérante de William Manders.  Il est présenté comme le « Roi Lion » ou le « Chasseur de Lions ». Son activité n'étant pas sans risque, il est attaqué par les animaux à plusieurs reprises. En 1876, un témoignage issu du Circus Life and Circus Celebrities écrit :
Un jour, alors que la ménagerie était à Greenwich Fair, un nègre à l'allure puissante aborda l'un des musiciens, lui disant qu'il était un marin, revenait tout juste d'un voyage, et qu'il aimerait travailler pour les bêtes… Manders aimait l'apparence de l'homme, et immédiatement accepté de lui donner l'occasion de montrer ses qualifications pour la royauté léonine à laquelle il aspire. Le nègre est entré dans la cage aux lions et a fait preuve de tant de courage et d'adresse en mettant les animaux à travers leurs performances qu'il s'est célèbre maintenant engagé… Ce marin noir était l'artiste qui est ensuite devenu sous le nom de Macomo [sic].

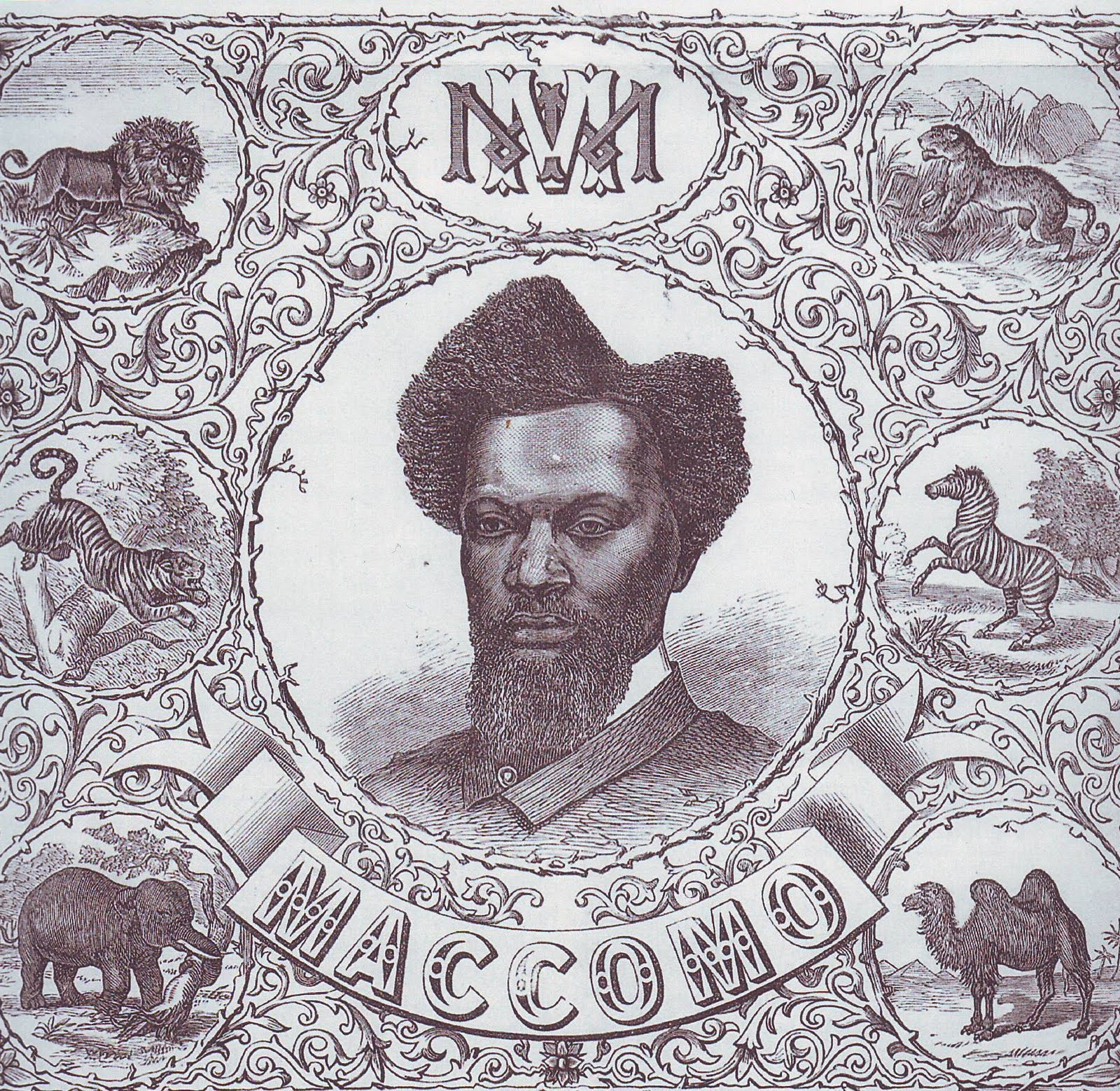

De nombreuses publicités pour les spectacles de Manders ont été médiatisées dans les journaux nationaux, dans lesquelles Martini Maccomo est surnommé tels que « le dompteur de sauvages d'Afrique », « Le puissant tsar de tous les dompteurs de lions d'Angola », « le diamant noir de Manders », "la Perle Sombre de Grand Prix', 'l'Artiste Sable le plus talentueux et le plus renommée de la Chrétienté'  ou  ' Le Héros des Mille Combats'.
En 1858, le Newcastle Journal relate un accident où une lionne s'est jetée sur lui et le blesse grièvement au bras et la joue droite. En 1862, un incident similaire se produisit alors qu'il se produisait lors d'une tournée à Norwich.
En 1871, lors d'une visite à Sunderland, Martini Maccomo tombe malade et décède quinze jours plus tard  dans son hôtel. Il est enterré sous une pierre tombale blanche avec les mots « chasseur de lion » au cimetière de Bishopwearmouth.